# Phymatosorus lucidus
Phymatosorus lucidus là một loài dương xỉ trong họ Polypodiaceae. Loài này được Roxb. Pic. Serm. mô tả khoa học đầu tiên năm 1973.